# ستيفن ك. وليامز
ستيفن ك. وليامز (بالإنجليزية: Stephen K. Williams)‏ هو محامي وسياسي أمريكي، ولد في 9 مايو 1819، وتوفي في 29 مارس 1916. حزبياً، نشط في الحزب الجمهوري. وقد انتخب عضو مجلس ولاية نيويورك.